# Melanoides tuberculata
Melanoides tuberculata (nomeada, em inglês, red-rimmed melania, red-rim melania ou Malaysian trumpet snail; em português, caramujo-trombeta ou caramujo-trombeta-da-Malásia; no passado também cientificamente denominada Melania tuberculata) é uma espécie de molusco gastrópode tropical e subtropical de água doce e também estuarino de origem africano-asiática, classificada por Otto Friedrich Müller, em 1774, na obra Vermium terrestrium et fluviatilium, seu animalium infusorium, Helminthicorum, et testaceorum, non marinorum, succincta historia. vol 2: I-XXXVI; pertencente à família Thiaridae, na subclasse Caenogastropoda e sendo uma espécie introduzida em diversas regiões do mundo, incluindo a região neotropical e Península Ibérica, na Espanha; possivelmente por causa do comércio de plantas aquáticas ornamentais, procedentes do continente asiático. Por exibir um amplo grau de variação morfológica este caramujo apresenta diversas denominações de espécie, sendo inicialmente denominada Nerita tuberculata (no gênero Nerita) por Müller. No início do século XIX, Heinrich Friedrich Link chegou a colocar esta espécie no gênero Turritella.

## Descrição da concha, habitat e hábitos
Melanoides tuberculata possui concha alongada, de espiral alta ou turriforme, pontiaguda ou, muitas vezes, com o seu ápice truncado; sendo cônica e com até 10 a 15 voltas levemente convexas e com escultura de estrias em espiral, cortadas por vincos verticais. Atingem entre os 3 a pouco mais de 3.5 centímetros de comprimento e sua coloração é variável, sendo geralmente acastanhada, cinzenta ou amarelada, com manchas castanho-avermelhadas. Possui lábio externo fino e abertura em forma de gota, cerrada por um opérculo. No Brasil as suas conchas são muito confundidas com as de Aylacostoma brasiliense (S. Moricand, 1839), um molusco da família Hemisinidae.

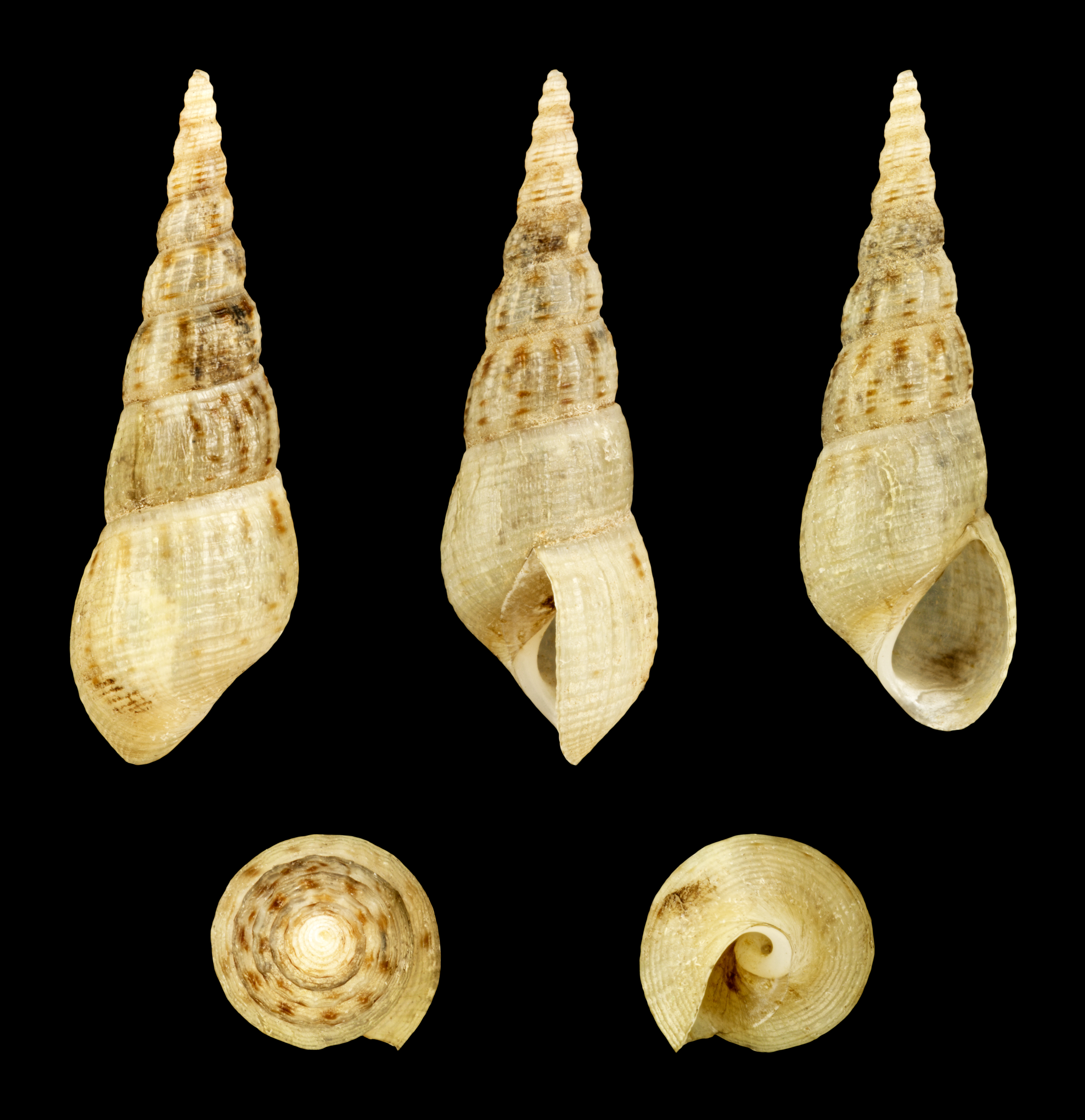
Cinco vistas da concha de M. tuberculata.

É encontrada predominantemente em nascentes de água doce, riachos, lagos e pântanos, mas ocasionalmente em habitats salobros e marinhos, especialmente manguezais; também sendo capaz de colonizar habitats antrópicos, como lagos de jardim, lagos artificiais e sistemas de irrigação. Ela é capaz de reprodução sexuada e partenogenética, com ovoviviparidade; frequentemente é distribuída de maneira irregular, com populações dispersas e propensas a divergência, tanto por meio de seleção natural, local, quanto por derivação genética; podendo atingir densidades muito altas, de até vários milhares de indivíduos por metro quadrado. Ocupa águas rasas e lentas, entre os 0.6 a 1.2 metros de profundidade, sobre um substrato que consiste em lama macia ou lama macia misturada com areia. Também foi relatada em porções relativamente profundas de piscinas de água doce com 3 metros ou até 4 metros de profundidade, e sobre substratos compostos em grande parte por rochas. Alimenta-se essencialmente de microalgas, além de bactérias, partículas orgânicas depositadas no sedimento e plantas em decomposição. Em aquários, pode alimentar-se também de restos de ração animal.

## Distribuição geográfica e histórico de invasões
No Brasil relata-se a introdução de Melanoides tuberculata como possivelmente anterior ao ano de 1967, quando, pela primeira vez, fora coletada na cidade de Santos, na região sudeste, estado de São Paulo. Sua localidade tipo (onde fora feita a coleta de seu holótipo) é a costa de Coromandel, na Índia; ocorrendo também em toda a África, salvo nas bacias hidrográficas dos grandes rios voltados para o oceano Atlântico; também sendo encontrada na Arábia Saudita, na Ásia, em todos os países do Sudeste Asiático, nas regiões meridionais da China e em parte da Indonésia. Nos Estados Unidos fora relatada pela primeira vez em 1964, em duas localidades do Texas, e em 1966 na Flórida, sendo atualmente coletada em regiões tão distantes quanto o Havaí, onde fora vista pela primeira vez em 1997; atualmente podendo ser observada em regiões da Alemanha, Argélia, Austrália, Bahrein, Bolívia, Catar, Comores, Cuba, Dominica, Emirados Árabes Unidos, Equador, Eslováquia, Espanha, Fiji, Guadalupe, Guiana, Guiana Francesa, Honduras, Japão, Kuwait, Madagáscar, Malta, Marrocos, Martinica, Maurícia, Mayotte, Montserrat, Nepal, Nova Caledônia, Nova Zelândia, Omã, Países Baixos, Panamá, Papua-Nova Guiné, Paraguai, Polinésia Francesa, Porto Rico, Reunião, Samoa, Santa Lúcia, Seicheles, Suriname, Tonga, Trinidad e Tobago, Tunísia, Uruguai, Venezuela, Wallis e Futuna. Em vista de sua ampla capacidade de adaptação, até mesmo podendo suportar variações de temperatura da água entre 16 a 37 graus Celsius e baixos níveis de oxigênio, ou ambientes poluídos, ela é considerada uma espécie pouco preocupante pela União Internacional para a Conservação da Natureza.

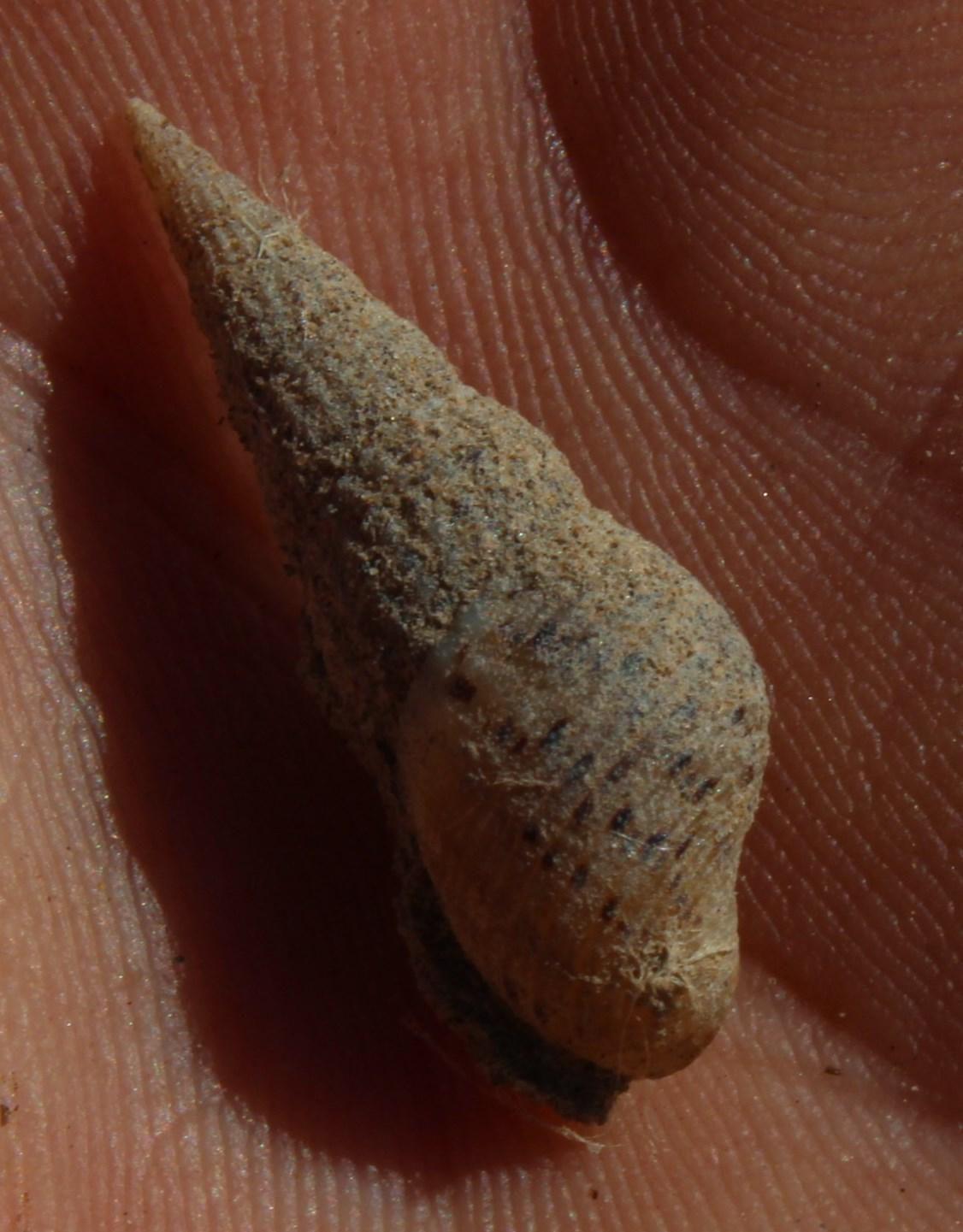
Uma concha de M. tuberculata, coberta de areia; coletada no sudoeste da Namíbia.

## Hospedeiro
O animal de Melanoides tuberculata pode ser hospedeiro intermediário de vermes Platyhelminthes Trematoda, incluindo a espécie Clonorchis sinensis, que causa uma doença nas vias biliares do homem na China, Coreia, Rússia e Vietnã; sendo doença endêmica do mundo oriental.